# Plumasserie

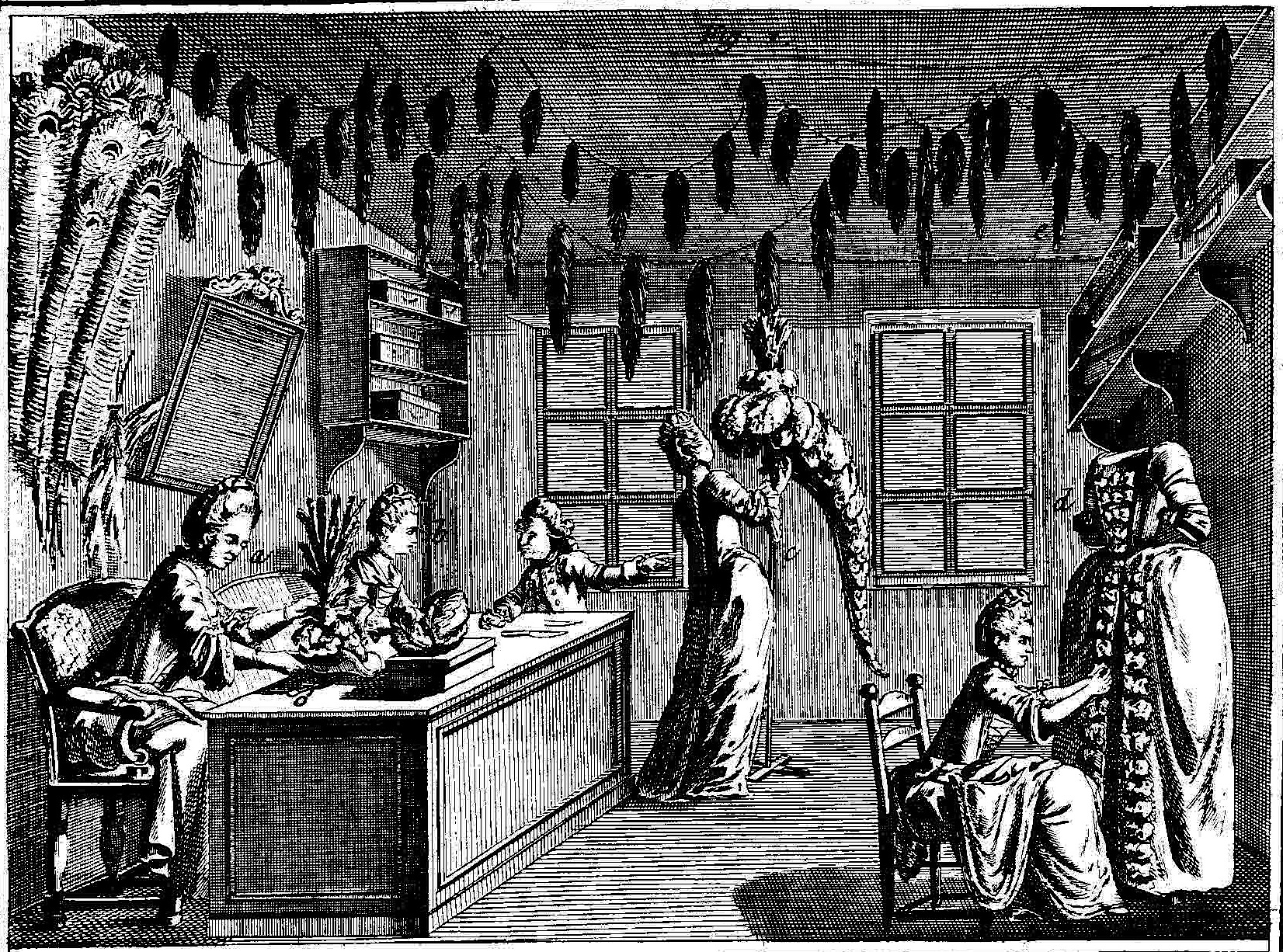
Un atelier de plumassier, XVIII

La plumasserie est l’activité qui concerne la préparation de plumes d’oiseaux et leur utilisation dans la confection d’objets ou d’ornements souvent vestimentaires.

## Aux origines: l’art plumaire

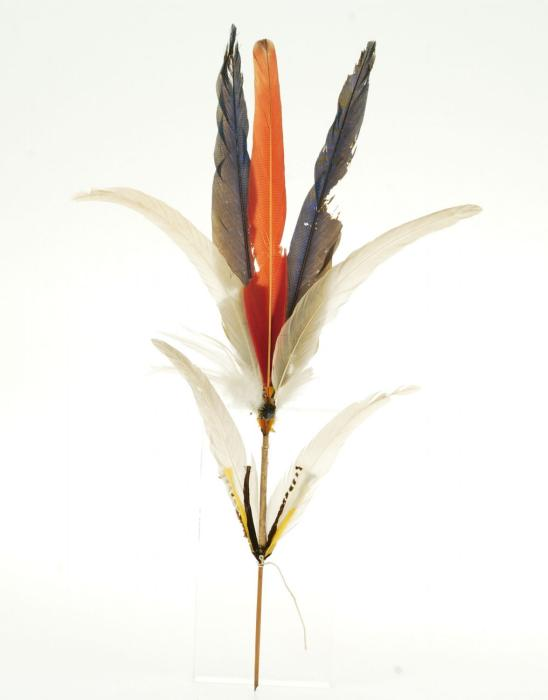

Dans sa forme traditionnelle, la plumasserie est sans doute aussi ancienne que les sociétés humaines.
L’art plumaire est un art sacré pratiqué par des groupes sociaux grâce à l’utilisation des plumes d’espèces différentes d’oiseaux. À teneur symbolique, il est principalement établi en Amérique latine, chez les peuples amérindiens lors de grands événements, de pratiques rituelles et de cérémonies comme les Kayapos ou les Rikbaktsas au Brésil. La technique peut se réaliser par le collage et la ligature des plumes pour en faire des masques, des coiffes, parures ou bien en des ornements corporels (lèvres, oreilles, narines, etc.).

## D’un art sacré à un métier d’art

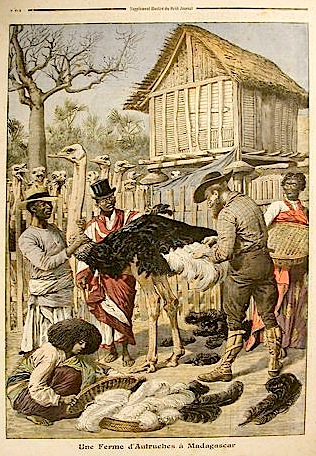
Le Petit Journal : une ferme d'autruches à Madagascar en 1909.

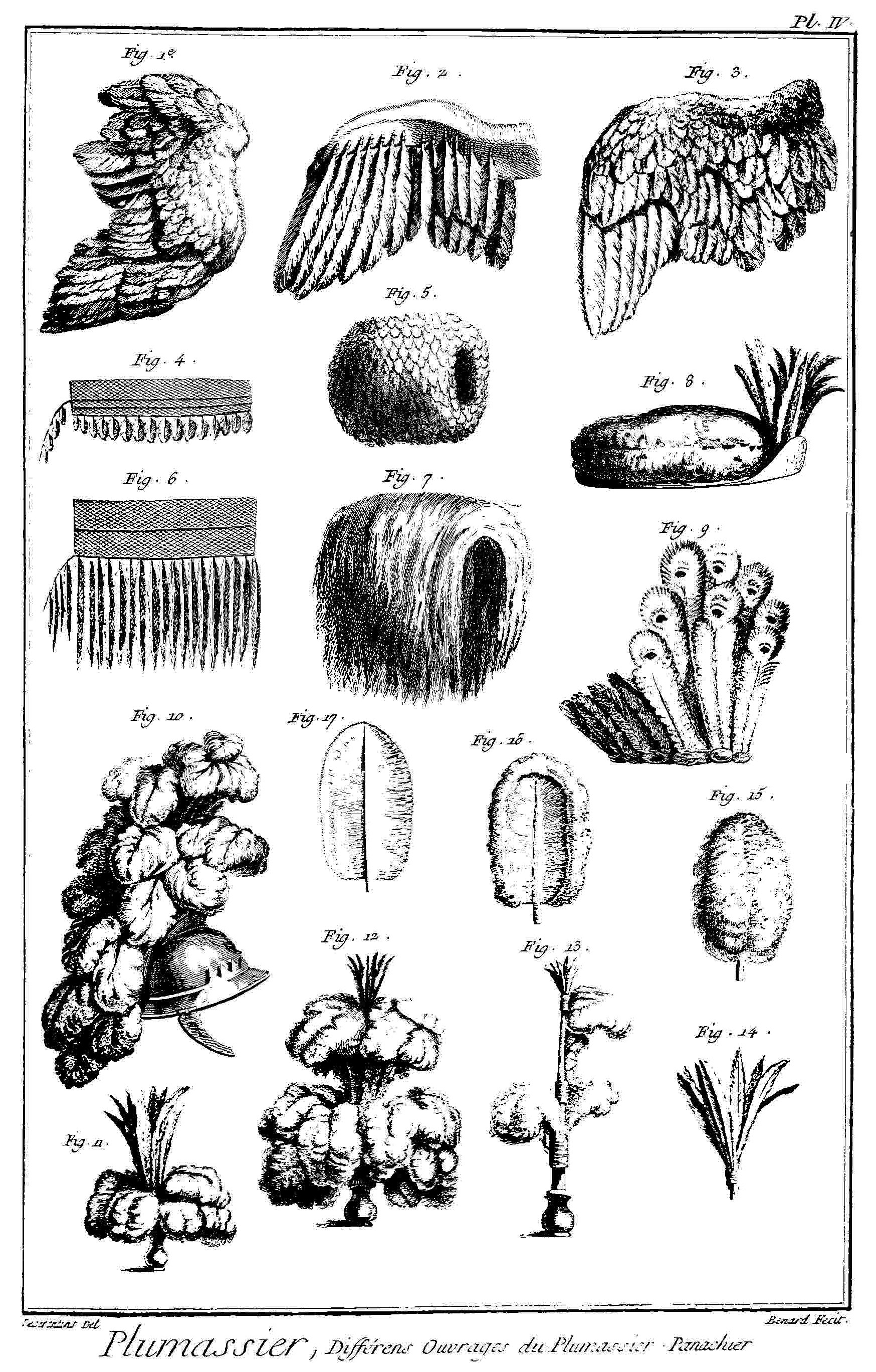
Différents ouvrages du plumassier-panachier, XVIII.

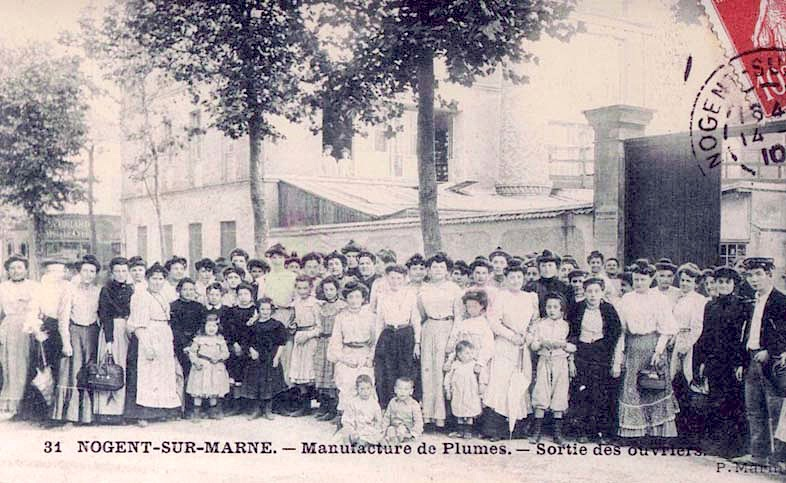
Nogent-sur-Marne, manufacture de plumes, la sortie des ouvrières, vers 1900. Cette usine employait des femmes italiennes, originaires de la région de Plaisance et venues à Nogent avec leurs maris.

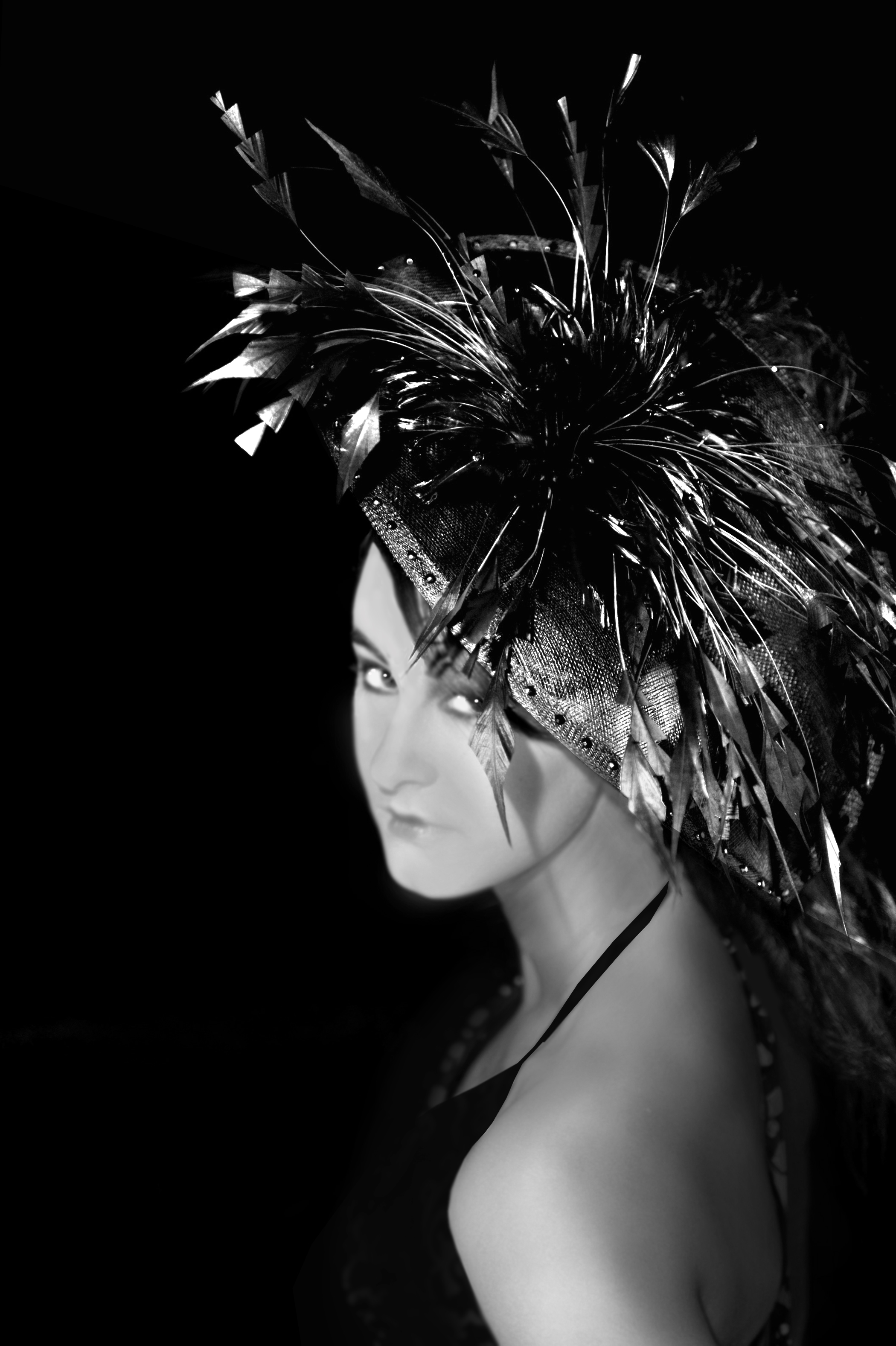
Chapeau à plumes.

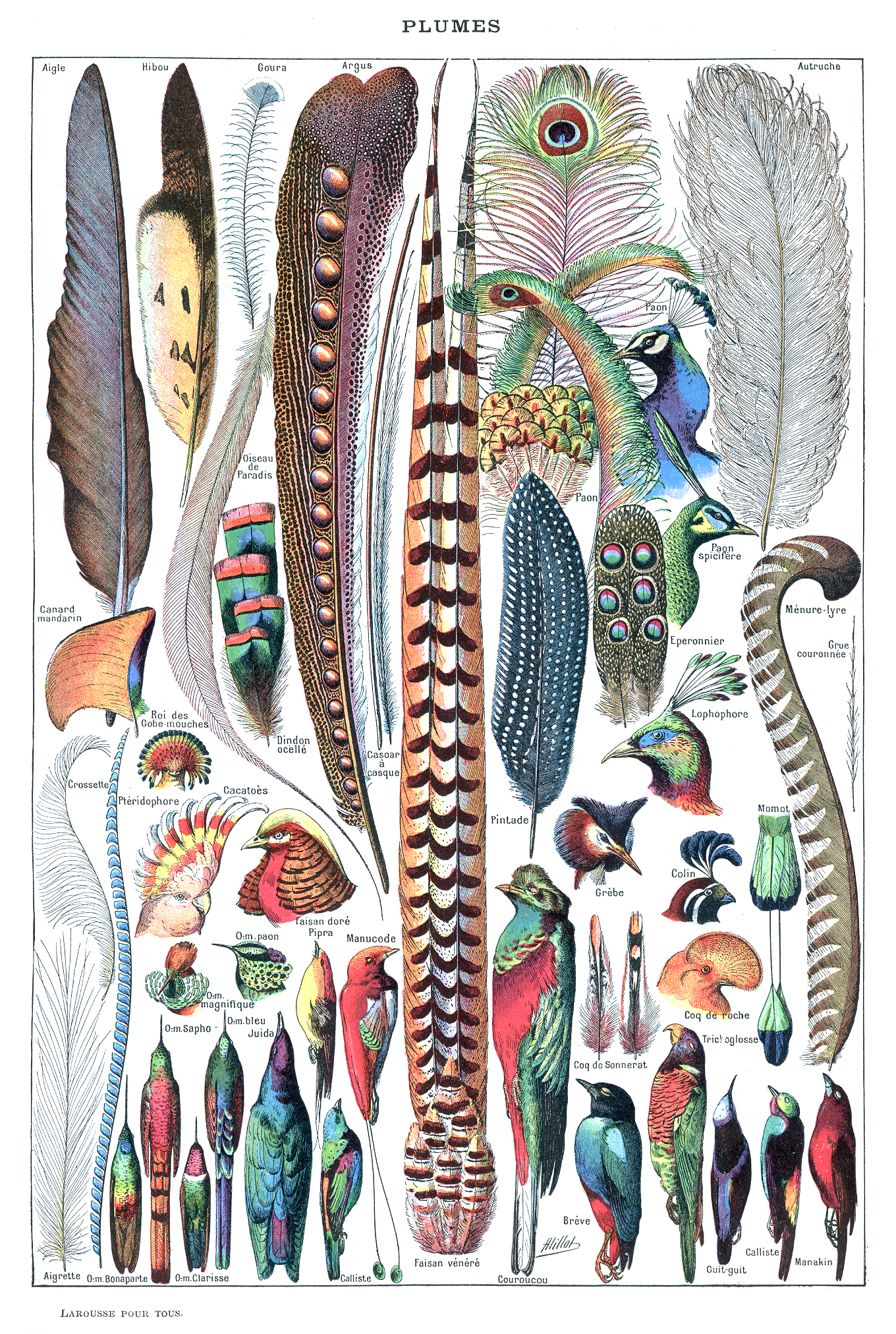
Types de plumes. Larousse pour tous, 1907-1910

À l'époque de Charlemagne, les élégants se paraient de plumes de paon et de flamants.
Au XIIIe siècle, les prélats et les grands seigneurs portaient des chapeaux ornés, peut-être même formés, de plumes de paon. La consommation
de ces plumes était assez grande pour faire vivre une corporation, celle des chapeliers de paon qui, vers 1268, présenta ses statuts à l'homologation du prévôt de Paris. Les chapeliers de paon prirent au XVe siècle le nom de plumassiers. Leurs premiers statuts, octroyés au mois d'août 1577, furent révisés et renouvelés en juillet 1599 et en juillet 1659. Ils y qualifient les maîtres de plumassiers‑panachers‑bouquetiers enjoliveurs, et ils sont précédés d'assez étranges considérants. L'apprentissage durait six ans, suivis de quatre ans de compagnonnage. Les maîtres pouvaient engager un second apprenti dès que l'enfant avait terminé sa quatrième année de service.
Aux termes de leurs statuts, les plumassiers avaient le droit de confectionner « toutes sortes d'habillements de tête », panaches, chapeaux et bonnets de mascarades, bouquets pour églises, toques, aigrettes, guirlandes pour carrousels, ballets et courses de bagues ; ils pouvaient teindre toutes espèces de plumes en toutes couleurs, les enrichir et enjoliver d'or et d'argent vrai ou faux. Ils employaient surtout les plumes d'autruche, de héron, de coq, d'oie, de vautour, de paon et de geai.

Le nombre des maîtres plumassiers, dans Paris, était de 25 à la fin du XVIIIe siècle. Ils avaient pour patron saint Georges, dont ils célébraient la fête le 23 avril à l'église Saint-Denis-de-la-Chartre.
Au début du XIVe siècle, on voit apparaître les plumes d'autruche, qui rehaussèrent les coiffures d'apparat. Quand Louis XII entra à Gênes, en avril 1507, il portait un casque couronné d'une forêt de plumes droites, d'où émergeait un panache retombant. Une plume blanche garnissait le bonnet de velours noir à la mode sous François Ier.
Sous Louis XIV et jusqu'à la Révolution, les plumes figurèrent dans la parure des femmes et même des hommes. Elles devinrent, en particulier à la fin du XVIIIe siècle, l'objet d'une véritable passion. 
Sous Louis XVI, les coiffures devinrent tellement extravagantes que la baronne d'Oberkirch indique dans ses mémoires : « les femmes de petite taille avoient le menton à moitié chemin des pieds ». Mme Campan indique quant à elle : « les coiffures parvinrent à un tel degré de hauteur, par l'échafaudage des gazes, des fleurs et des plumes, que les femmes ne trouvoient plus de voitures assez
élevées pour s'y placer, et qu'on leur voyoit souvent pencher la tête ou la placer à la portière. D'autres prirent le parti de s'agenouiller, pour
ménager d'une manière plus certaine encore le ridicule édifice dont elles étoient surchargées ». Le comte de Vaublanc n'est pas moins sévère : « J'ai vu une dame qui, non seulement était à genoux dans sa voiture, mais encore passoit la tête par la portière. J'étois assis auprès d'elle. Quand une femme ainsi panachée dansoit dans un bal, elle étoit contrainte à une attention continuelle de se baisser lorsqu'elle passoit sous les lustres, ce qui lui donnoit la plus mauvaise grâce que l'on puisse imaginer ».
Dans les civilisations occidentales, cette activité s’est peu à peu développée au point d’acquérir, en particulier au XIXe siècle, un statut commercial et industriel. Elle touche donc à des domaines aussi variés que l’ethnographie, l’art, la mode, le commerce ou la conservation de la nature.
Au XIXe siècle, de nouvelles variétés de plumes sont introduites, les plumes seront alors séparées en deux catégories; la « plume d’autruche » et toutes les autres variétés, la « plume de fantaisie ».

Les plumes d'autruche arrivaient presque toutes d'Alger, mais il y avait également des élevages de troupeaux de ces animaux à Tunis, Alexandrie et Madagascar. Le commerce en était concentré à Livourne, qui faisait des expéditions dans toute l'Europe. 
Les plumes de héron noir ou de héron fin étaient beaucoup plus rares et beaucoup plus chères que celles de l'autruche. L'Allemagne et la Turquie les fournissaient.
La mode utilise l’usage de plumes comme pour le panache – faisceau de plumes – qui était également un ornement militaire, ou pour le bouquet de plumes qui orne la chevelure des femmes. Elles servaient également à décorer certains meubles comme les dais ou encore les impériales de lits.

## L’industrie plumassière auXIXesiècle
Cette industrie florissante au XIXe siècle a entraîné la chasse intensive de certains oiseaux provoquant le déclin ou la disparition de certaines espèces. Des associations de protection des animaux comme la Société royale pour la protection des oiseaux ou la Ligue pour la protection des oiseaux ont été créés pour lutter contre ce phénomène. Les paradisiers, les aigrettes et les grèbes huppés ont été l’enjeu de luttes importantes aux XIXe et XXe siècles. En 1910, il se vendit au marché de Londres 1 470 kilogrammes de plumes ce qui représentait la chasse de 290 000 aigrettes. Début XXIe siècle, la chasse aux oiseaux pour leurs plumes menace encore certaines espèces comme l’ibis rouge.
En 1865, un chroniqueur proteste « La mode qui, jusqu’ici, s’était montrée sous le dehors d’une capricieuse déesse, ambitionne décidément le titre de divinité cruelle… Ne s’avise-t-elle pas de coller aux chapeaux des femmes la tête, voire le corps des innocents oiseaux du ciel ! Si les dames enfiévrées d’innovations s’étaient bornées à s’attifer d’animaux nuisibles, je n’élèverais pas la voix, et je prodiguerais même les encouragements à celles que je croiserais dans ma route, le chef accidenté de punaises ou le front paré de hannetons. Je fonderais en outre un prix annuel au profit de la modiste qui aurait le plus fréquemment employé le serpent à sonnettes dans la confection de ses marchandises. Mais quand je vois immoler sur les autels de l’élégance les gracieuses fauvettes et les rossignols mélodieux, je me fâche tout rouge et je demande que l’autorité s’oppose à ce carnage de passereaux ».
Il fut accompagné dans sa démarche par d’autres protecteurs de la nature et par la société Audubon fondée aux États-Unis, qui sera très active et ne baissera pas les bras devant l’augmentation de la demande de plumes provenant d’espèces de plus en plus menacées.
C’est en vers 1890 que l’industrie de la plume connaît son plus vif succès. À Paris on comptait près de huit-cents maisons qui employaient six à sept mille personnes. La quantité de travail était telle que les plumassiers ne s’occupaient que d’une catégorie de plume à la fois ; l’un s’occupant de la plume d’autruche blanche, l’autre de la noire, d’autres de la teindre de couleurs vives.
La plume fut l’accessoire en vogue du vêtement féminin jusqu’aux années 1960. La seconde moitié du XXe siècle voit la fin de l'utilisation des plumes dans la mode.

## Le déclin de la plumasserie
Le port du chapeau tombe en désuétude dans les années 1960, entraînant la disparition des maisons des plumassiers. Le nombre de maisons de plumassiers françaises a chuté, passant de plus de trois-cents dans les années 1900 à une cinquantaine en 1960.

## Plumes et haute couture

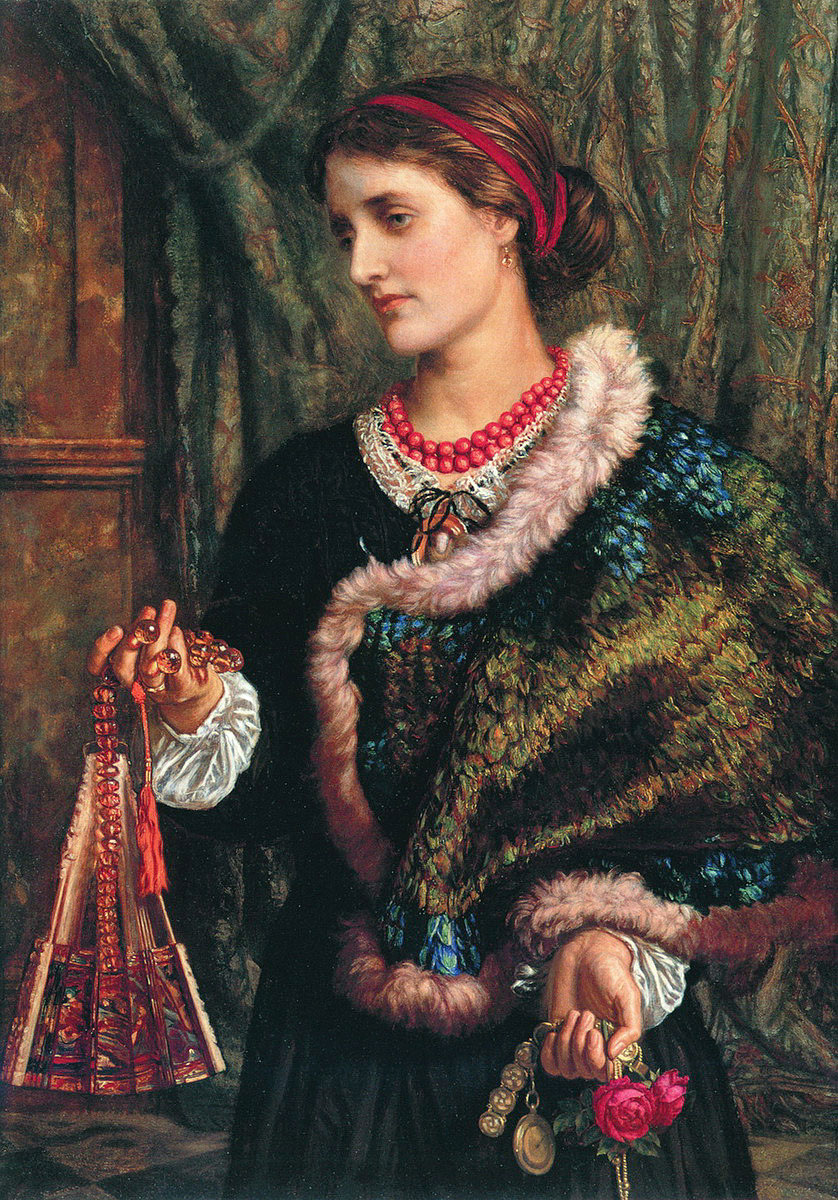
Étole de plumes en 1868. Peinture de William Hunt

Les costumiers de l’opéra, en particulier dans des productions d’œuvres de l’époque baroque et d’opéra-ballet, les créateurs de revues des cabarets parisiens comme le Lido, les Folies Bergère ou le Moulin Rouge et les maisons de haute couture française font toujours appel aux plumassiers pour leurs collections.
Les derniers artisans ayant pignon sur rue en France sont la Maison Lemarié, créée en 1880 par Palmyre Coyette et rachetée par la maison de couture Chanel en 1996 pour en préserver le savoir-faire, la Maison Février, fondée en 1929 qui réalise essentiellement de costumes des cabarets parisiens, la Maison Légeron, un atelier créé en 1880, qui fournit des maisons de haute couture et Marcy à Béthisy-Saint-Pierre pour la confection haut de gamme et le music-hall. À Troyes, la maison La Palette est spécialisée dans la teinture de plumes et l’ennoblissement textile.
Les plumes qu’utilisent les plumassiers contemporains sont celles d’espèces comestibles (coq, faisan, autruche, pintade…) non protégées. Ces entreprises disposent parfois de quelques stocks anciens précieux comme des plumes de héron, de paon, d’oiseau de paradis, etc.

## Avenir de la plumasserie
La profession de plumassière est en voie de disparition. Il existe un cursus scolaire pour cette profession : le Certificat d’aptitude professionnelle de plumassière qui se prépare en deux années après la classe de troisième au sein du lycée des métiers de la mode de Paris, le Lycée professionnel Octave Feuillet dans le XVIe arrondissement.
Ce métier manuel demande une grande dextérité manuelle et de la concentration. L’enseignement dispensé permet d’acquérir la maîtrise   les techniques de base : collage, montage, et assemblage des plumes à partir de documents techniques ou de croquis. Le métier s’apprend aussi sur le tas, on se forme au contact de professionnels et par l’héritage du savoir-faire.
En France, le métier de plumassière a été reconnu comme éligible à la distinction de maître d’art.
Nelly Saunier a été élue maître d’art plumassière en 2008.

## Traitement des plumes

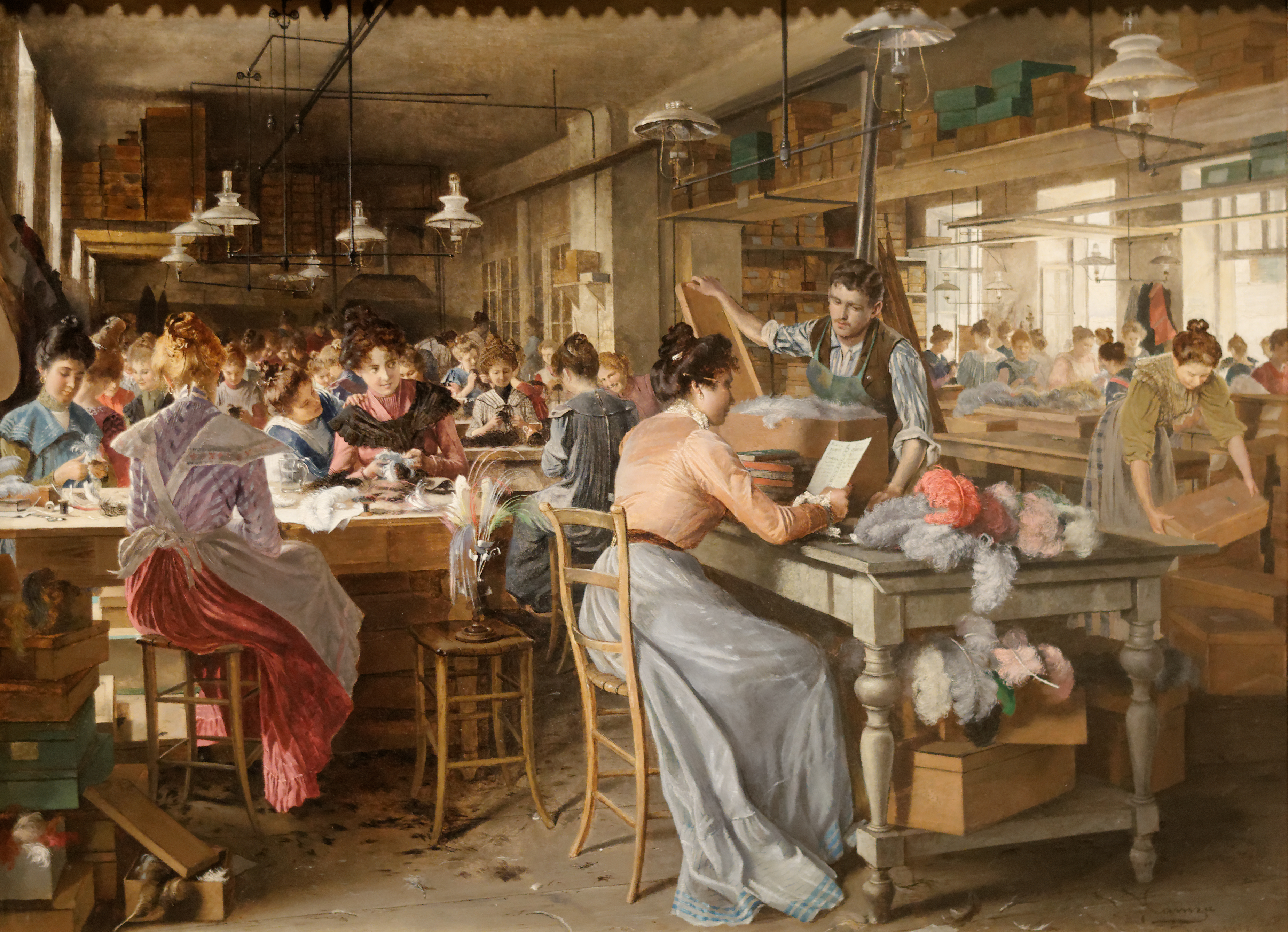
Johann Hamza (1850-1927), Die Putzmacherinnen, Les plumassières. Huile sur toile, 1902,
Wien Museum Karlsplatz.

La préparation des plumes se déroule en plusieurs étapes :
- Réception des plumes
- Dégraissage par plusieurs passages dans de l’eau savonneuse
- Lavage à l’eau claire
- Teinte (éventuelle)
- Blanchissement afin d’enlever le surplus de teinture.
- Mise en craie
- Lavages successifs
- Mise au bleu
- En soufrage des plumes.
- Dressage à la vapeur pour écarter les franges
- Examen de la largeur des plumes
- Frisage des plumes, s’il y en a besoin
- Assortiment en fonction de la teinte et de la taille désirée

## Artisans plumassiers et panachiers dans les pays germanophones

### Terminologie et usages
Le terme d’origine française Plumassier existe certes en allemand, mais il cohabite avec de nombreux mots régionaux. Tout dépend si le travail des plumes est associé à la fabrication de chapeaux, de vêtements et costumes, de panaches pour les militaires par exemple ou de coussins.
Jusqu’au XIXe siècle, les mots en usage dans les pays germanophones sont fabricant de plumes (Federmacher), laveur de plumes (Federwäscher), décorateurs à plumes (Federschmücker) ou nettoyeur de plumes (Federputzer). Dans les ouvrages anciens, leur activité se définit par la préparation de plumes que l’on nettoie et confectionne pour les couettes ou édredons et pour la décoration des chapeaux. C’est pourquoi les désignations professionnelles se superposent assez facilement entre un Federmacher et un Hutschmucker ou Hutaufstutzer (décorateur de chapeaux) . Le terme ancien Modist est encore en usage aujourd’hui. En Autriche, notamment à Vienne, le terme Federschmücker l’emporte en occurrence.
Les techniques artisanales se ressemblent en Europe occidentale. On employait en Allemagne et en Autriche quasiment les mêmes plumes qu’en France. L’emploi des plumes de corbeau, de faisan, de grue, de cygne et d‘oie n’était pas anecdotique mais pas forcément ciblé sur un produit particulier. En revanche, certaines sortes de plumes étaient utilisées de manière spécifique pour certains objets: 
- Les plumes décoratives qui servaient à réaliser des fleurs artificielles provenaient essentiellement des colibris et des perroquets, mais parfois aussi de plumes de poule et pintade teintées;
- Pour les coiffes des femmes, on utilisait les longues plumes de la queue des paradisiers qui avaient une certaine valeur sur le marché. Pour les plus grandes plumes, il fallait les retravailler un peu avant d’en faire usage ; c’est le cas des précieuses plumes des ailes et de la queue de l’autruche appréciées pour leur couleur contrastée entre le noir et le blanc;
- Le Nandou d'Amérique latine fournissait les plumes grises et brunes qu’on utilisait pour les chasse-mouches et les ombrelles;
- Les plumes dites marabout proviennent de la queue de diverses espèces de cigognes tropicales car elles sont courtes, duveteuses et tendres. On jouait sur l’alternance des couleurs gris et blanc éclatant. Elles avaient une grande valeur;
- Les plumes noires et blanches des hérons servaient à faire des panaches. Chez les vautours, on utilisait essentiellement les plumes de la collerette, soit en couleur naturelle soit teinte.

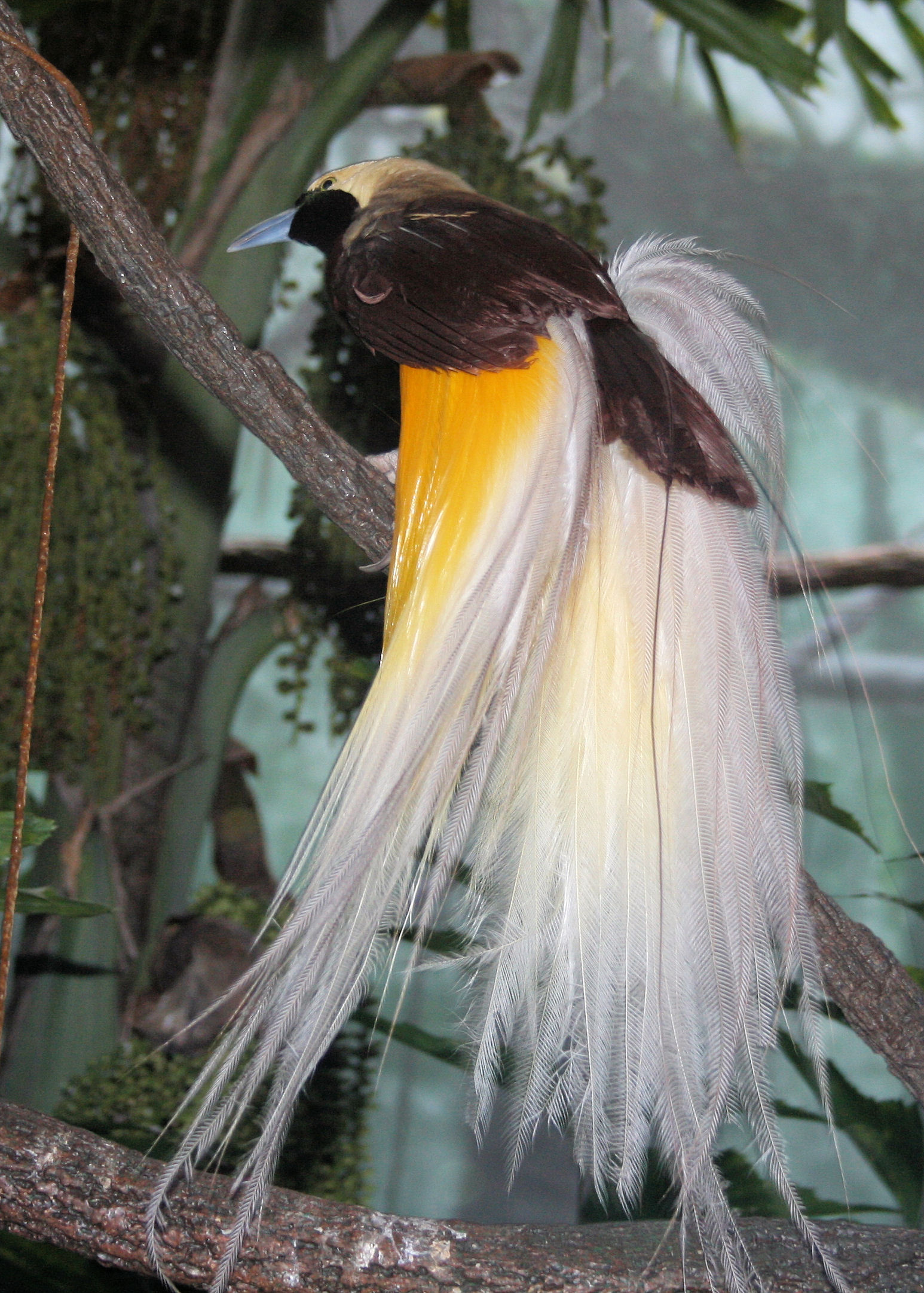
Paradisier mineur.
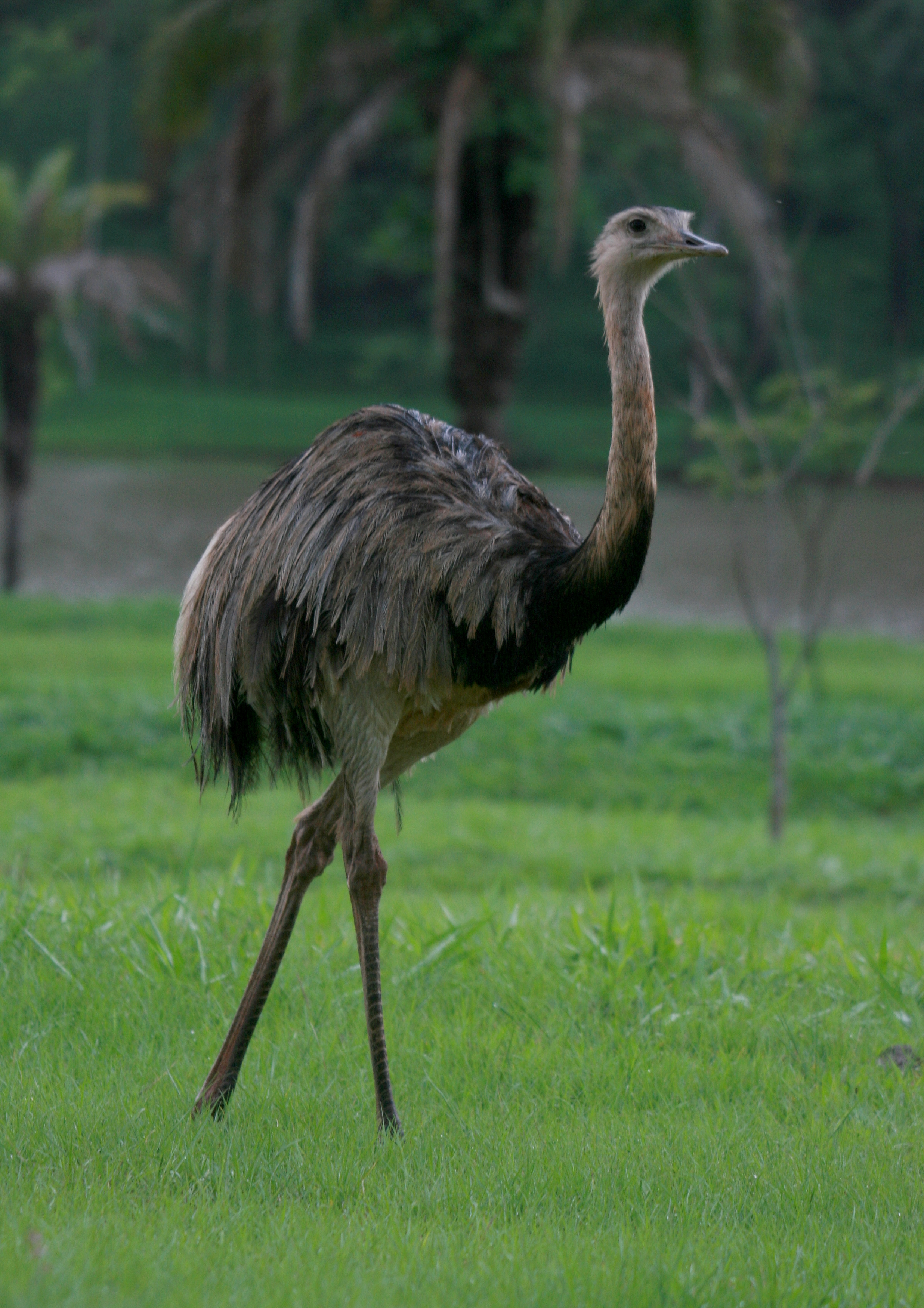
Nandou d'Amérique
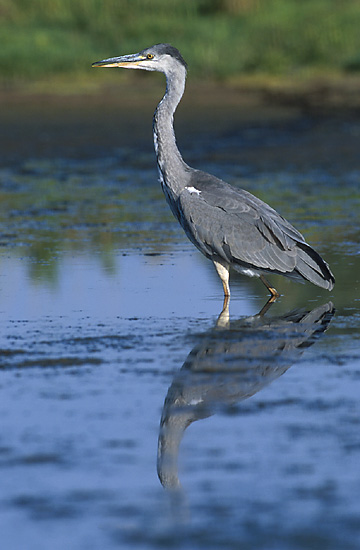
Héron
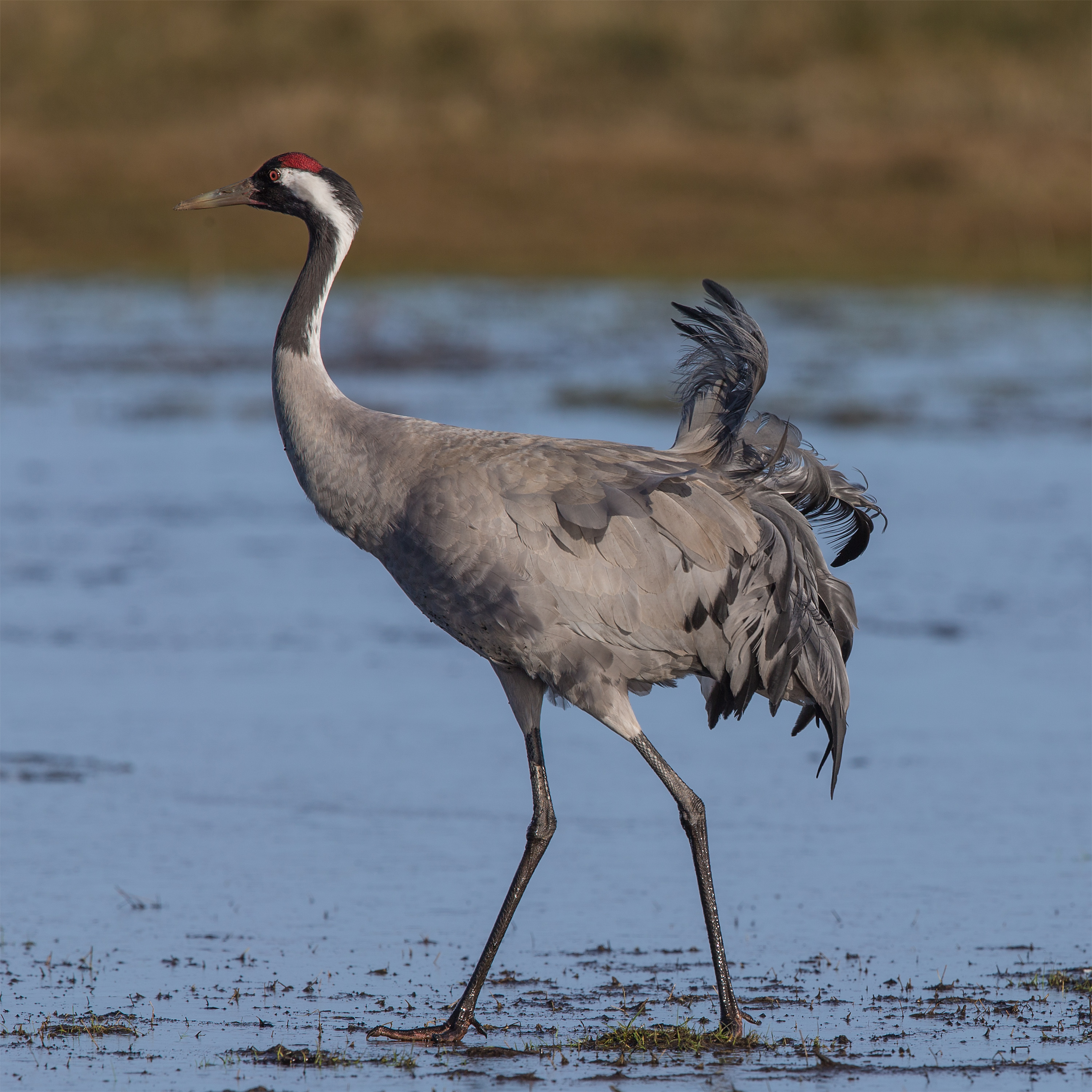
Grue cendrée
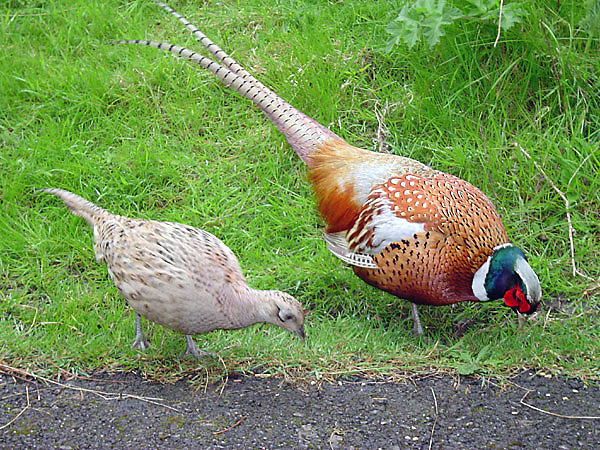
Faisan
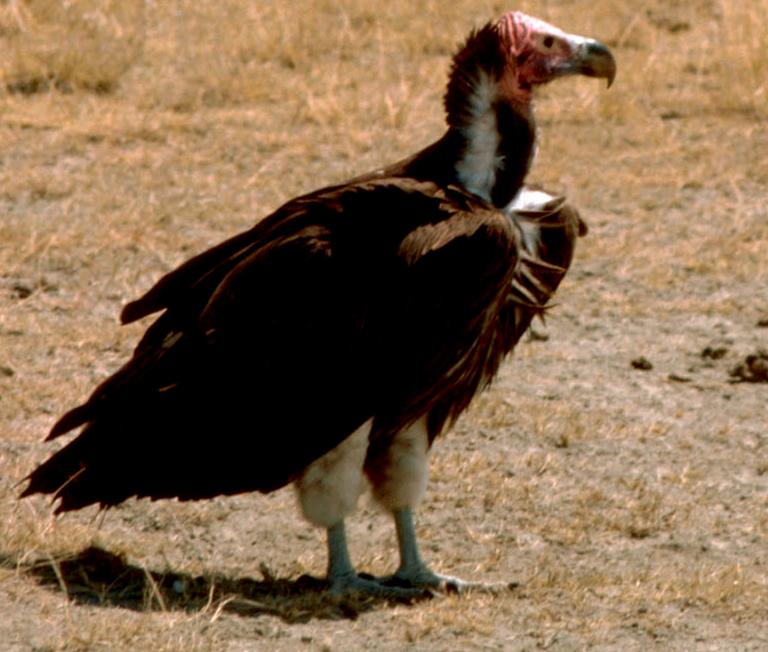
Vautour
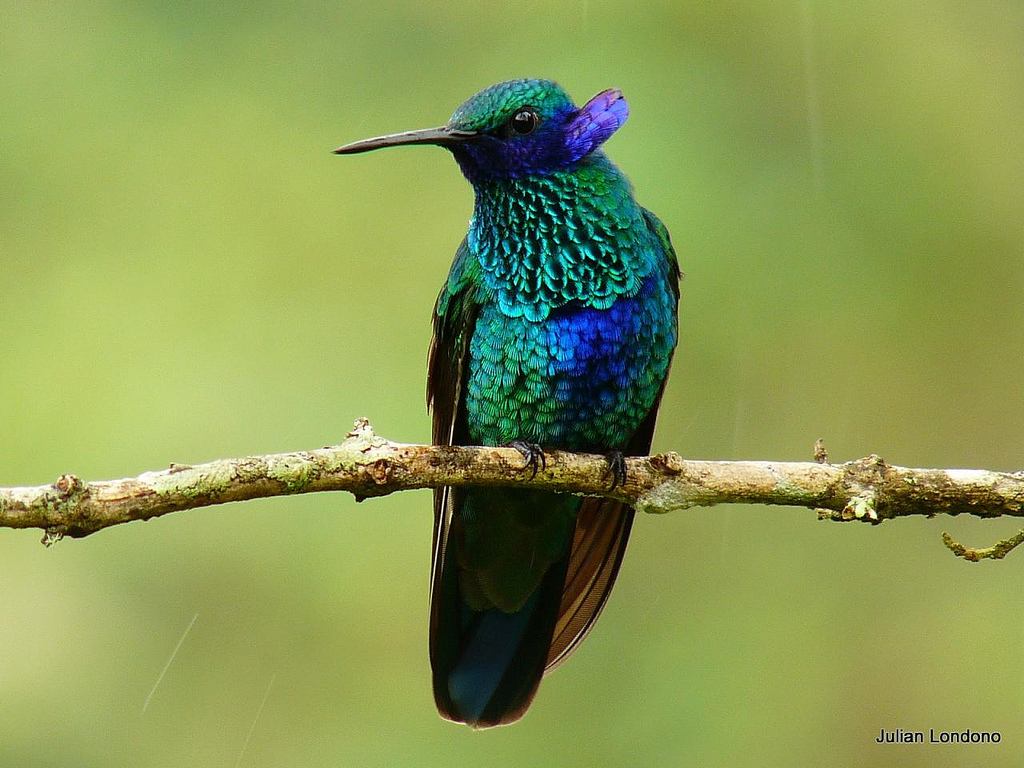
Colibri coruscans
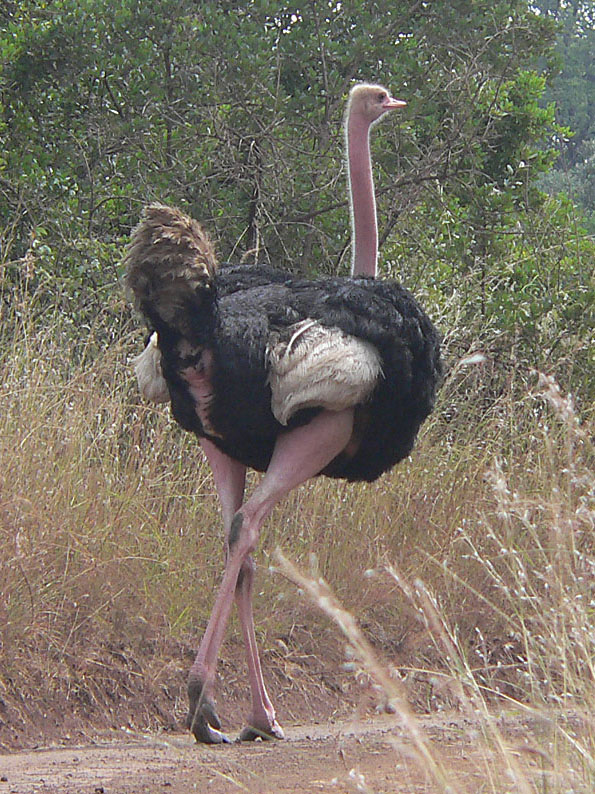
Autruche
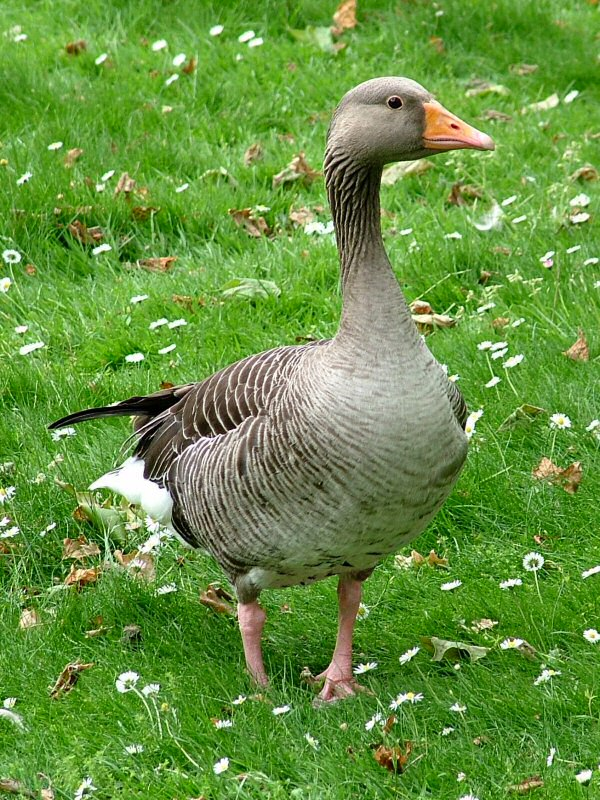
Oie
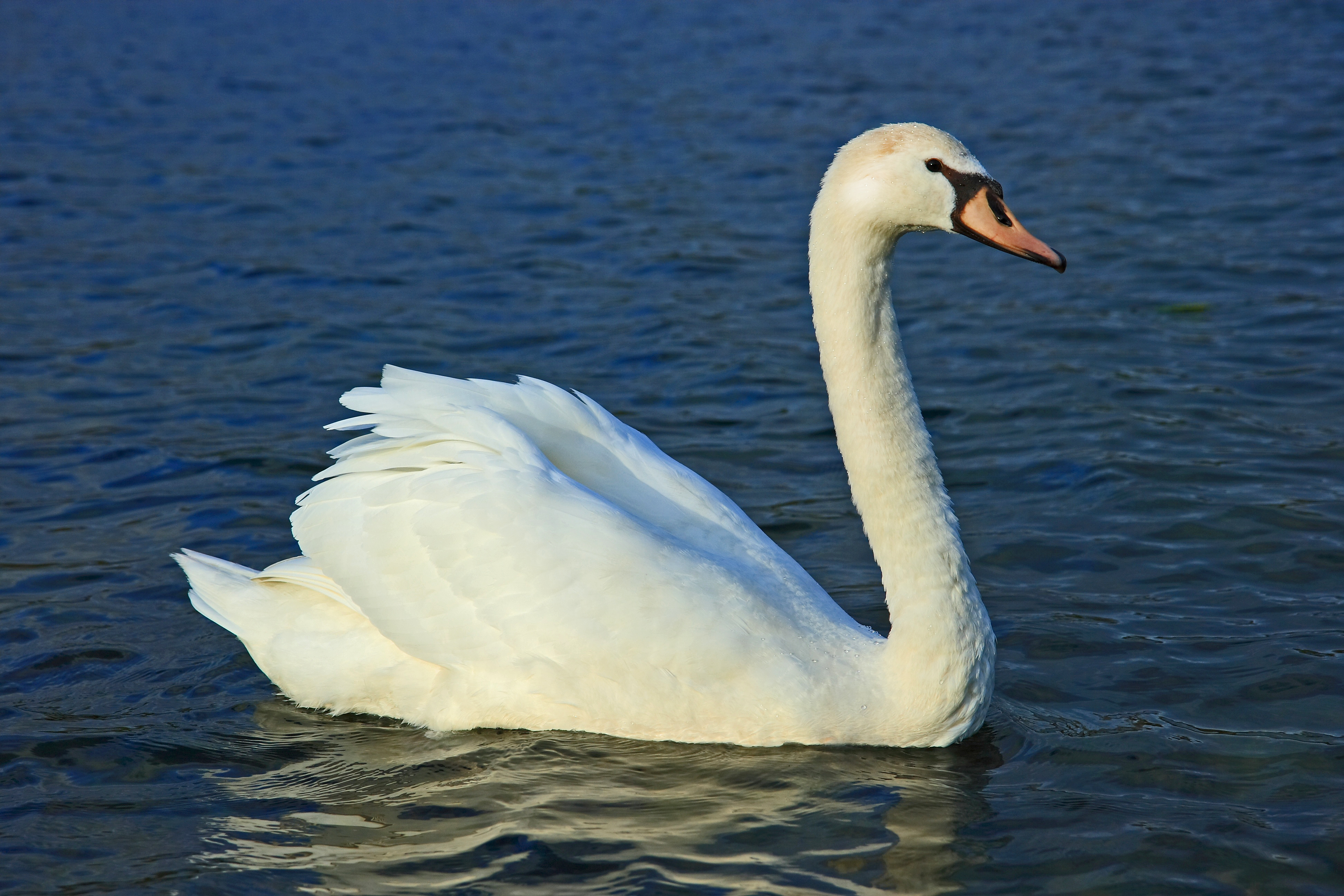
Cygne
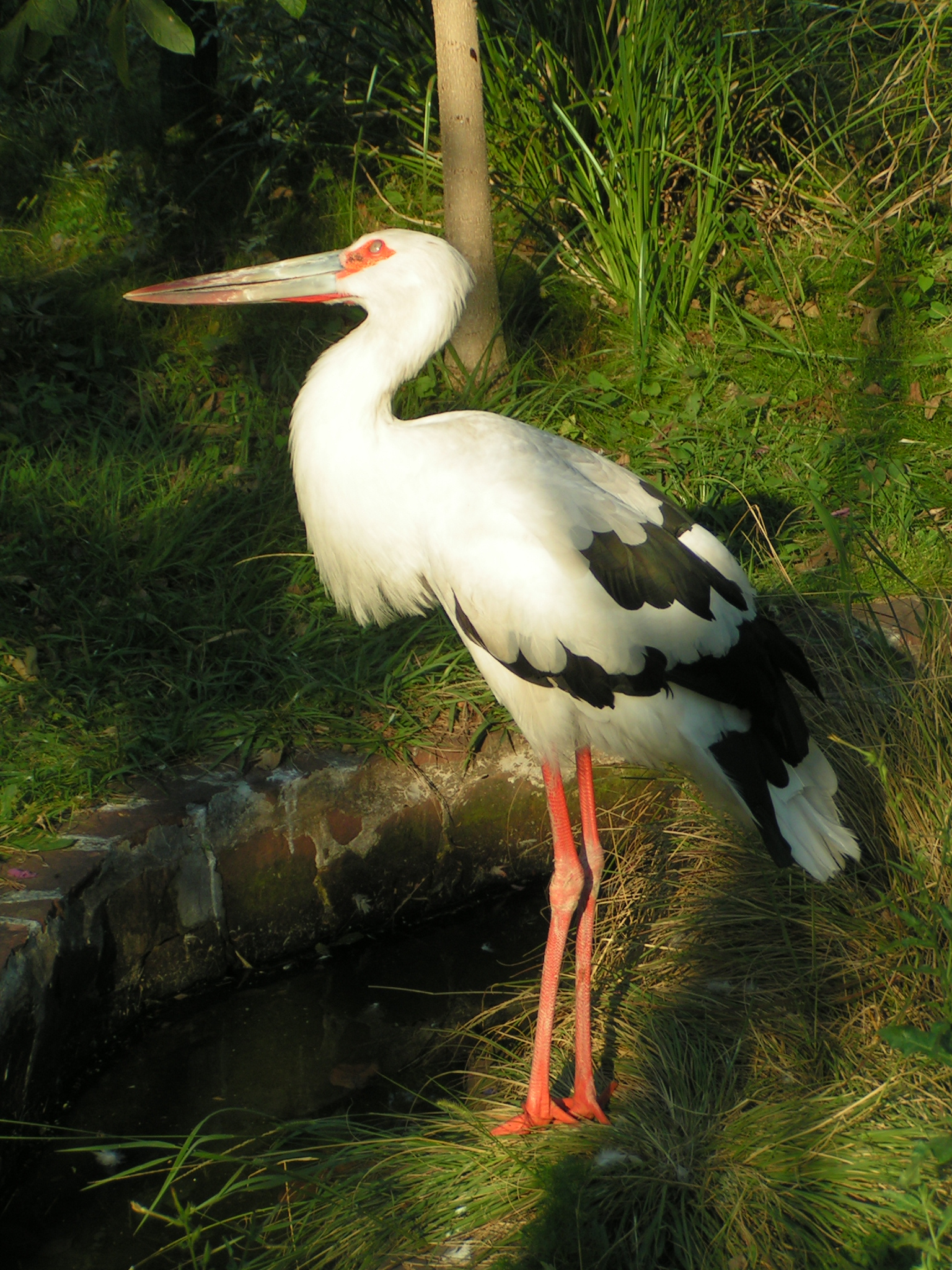
Cigogne tropicale, ici maguari
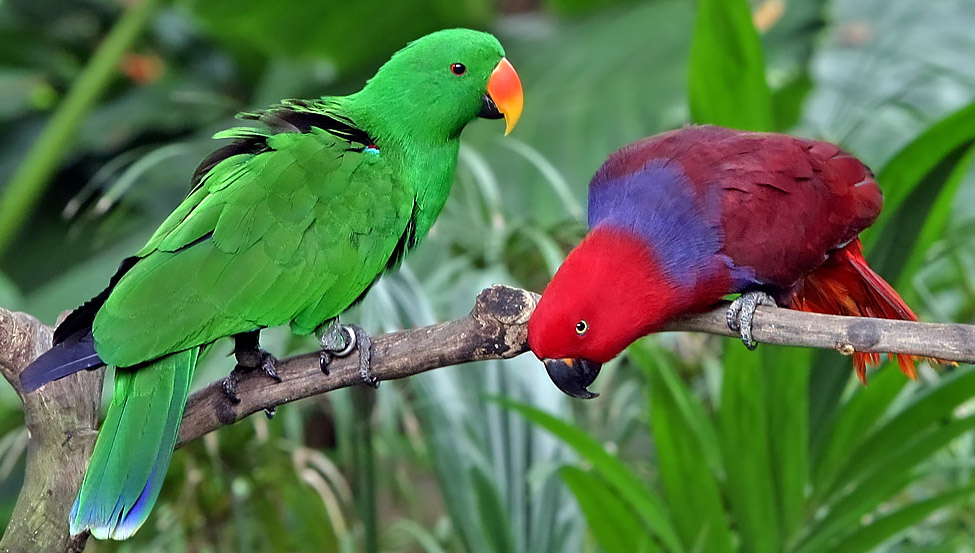
Perroquet, ici Grand Éclectus
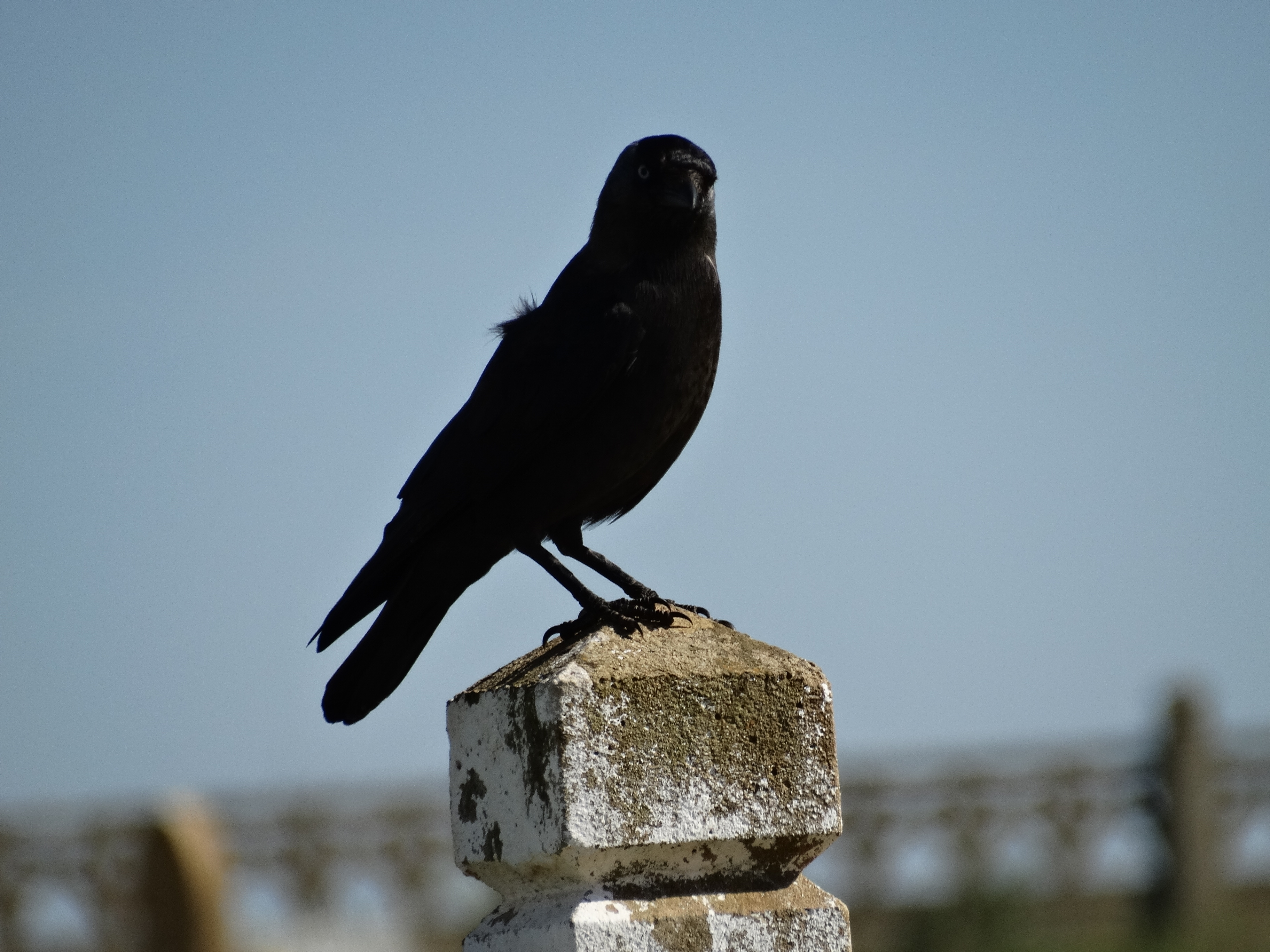
Corbeau

### Les plumets et panaches d’uniforme

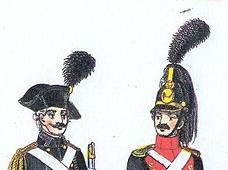
Exemples de Plumet.

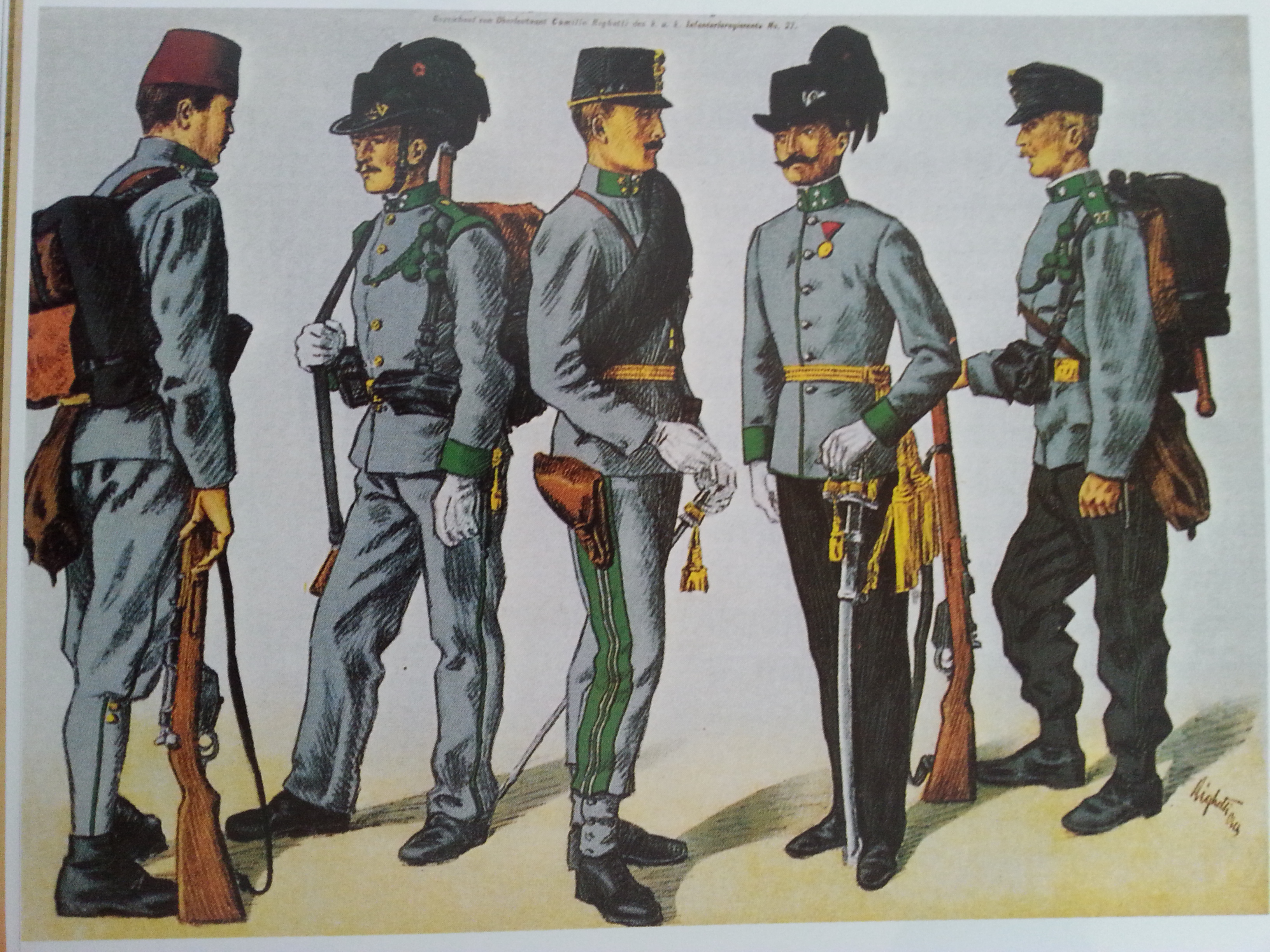
On remarque le plumet très fourni en forme de queue de coq sur les chapeaux de ces soldats austro-hongrois vers 1900.

Aux XVIIIe et XIXe siècles, les plumets, panaches et les bouquets de plumes sur les couvre-chefs militaires étaient très répandus dans les uniformes allemands et autrichiens. Grâce à leur couleur et leur forme particulière, il était aisé de reconnaître le régiment ou la compagnie auxquels appartenaient les soldats 
Les plumassiers lavaient, dégraissaient, frisaient et parfois teintaient les plumes avant de les assembler et de les fixer sur des fanons. Parfois, il fallait renforcer le faisceau de plumes avec des fils de fer comme pour le panache gris-noir des chasseurs à pied de la monarchie danubienne qui rappelle la queue des coqs. Le plumet varie en fonction des modes du moment mais aussi du grade du soldat. Les plumes les plus utilisées étaient celles d’autruche, de héron, de faucon, de vautour, de coq ou d’oie.

### La broderie aux tiges de plume de paon

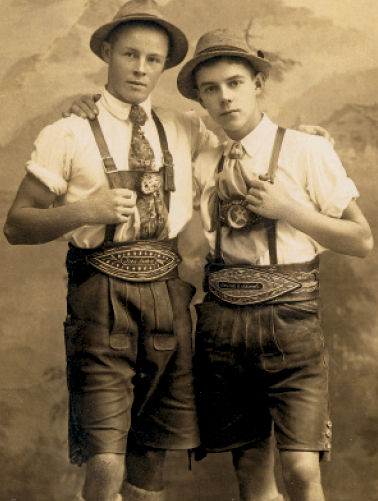
Jeunes Bavarois en 1870, leur ceinture est brodée au plumetis avec des tiges de plume de paon.

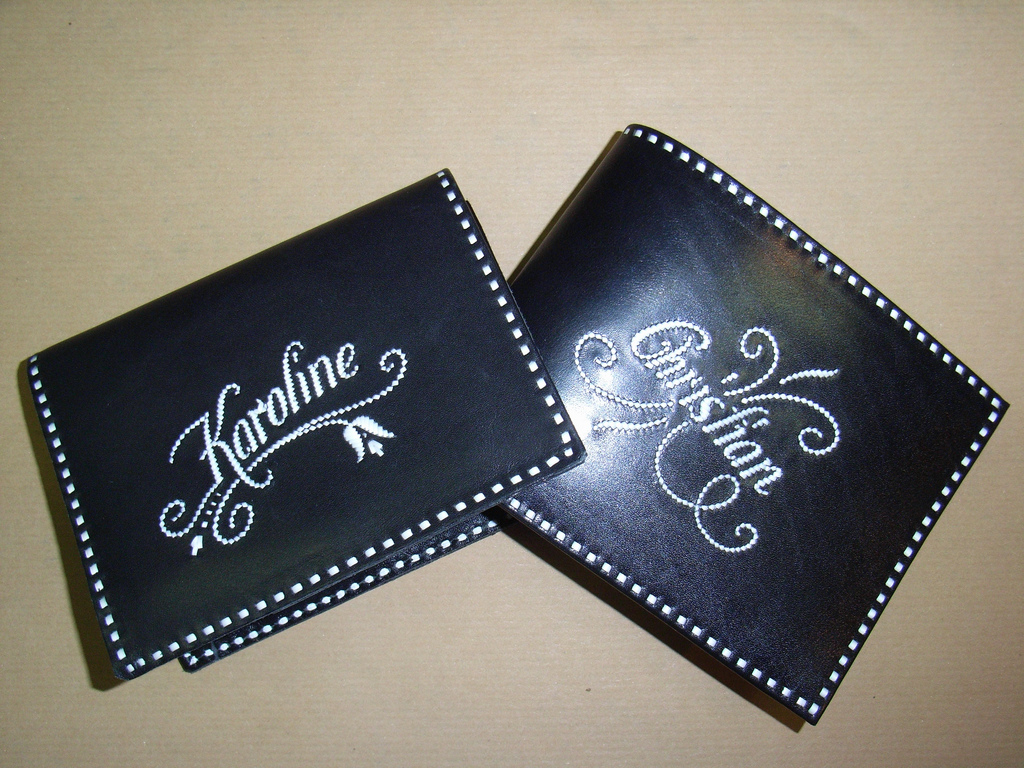
Les brodeurs de tige de paon du Sarntal diversifient leur production en sortant du costume folklorique.

La broderie au plumetis à base de plumes de paon s’est développée dans les pays alpins germanophones de la Bavière méridionale au Tyrol du Sud en passant par le Tyrol et le pays de Salzbourg en Autriche. Elle est surtout utilisée pour la décoration des ceintures (le Ranzen, à l’origine une poche pour déposer un peu d’argent) et les bretelles  du costume traditionnel masculin, le  Lederhose, mais aussi les chaussures, les sacs et généralement tout ce qui est en cuir souple. Les barbes des plumes ne servent dans ce cas à rien du tout car le maître-brodeur au plumetis alpin ne se sert que de la longue tige des plumes de paon issues de la mue annuelle du mâle. Ces tiges sont appréciées pour leur taille dépassant souvent un mètre, mais aussi pour leur couleur blanche et pour leur malléabilité. Le blanc de la tige contraste ainsi très bien avec le fond noir ou brun du support. Il reste aujourd’hui quelques maîtres-brodeurs au plumetis en Bavière et surtout dans la communauté germanophone du Tyrol du Sud en Italie dont ressortent le plus souvent le savoir-faire des vallées de Sarntal, Brixen ou  Merano. En Autriche, il est fait référence à la technique de Sankt-Martin dans le Tennengebirge.
Bien qu’en voie de disparition, cet artisanat réussit à survivre aujourd’hui grâce à deux secteurs très différents : 
- le premier est le secteur du luxe avec des marques autrichiennes et italiennes qui jouent sur le créneau des vêtements traditionnels ou tendance folklore. Les vêtements façon costume folklorique se vendent très bien en Autriche car ils rappellent le rôle identitaire du look traditionnel alpin qui plaît beaucoup dans un pays qui mise clairement sur le tourisme international. Les échos des touristes étrangers dans les pays alpins germanophones font quasi systématiquement allusion au cadre authentique et chaleureux qu’ils ont vécu pendant leur séjour : belles maisons, beaux costumes, beaux chapeaux etc. Les fleurs dans les décolletés des femmes en dirndl, les plumes ou panaches sur le chapeau tyrolien et la broderie aux tiges de plume de paon sur le torse des hommes attirent le regard intrigué du visiteur. Une impression de respect des traditions en ressort le plus souvent. La mode du vêtement folkloriste marche très bien dans les trois pays germanophones et le Tyrol du Sud au-delà même des régions alpines concernées.
- Le second secteur est au contraire celui des initiatives personnelles plus proches du hobby[16]  et d’une soudaine envie de se reconvertir ou de ne pas laisser partir un savoir-faire ancestral[15]. Les plumassiers et costumiers autrichiens n’hésitent  pas à également utiliser cette technique dans leur atelier aux fonctions de plus en plus diversifiées. La volonté de sauvegarder ce patrimoine artisanal procède ici davantage de l'initiative personnelle et d'un lien fort avec sa culture régionale. Ceci étant, il n'y a plus assez de paons en Allemagne ou en Autriche pour fournir les maîtres-brodeurs en tiges de plume ; il faut dorénavant  importer les plumes[16].

### Reportages vidéo
reportages sur les derniers artisans exerçant encore le métier de plumassier en France :
- Nelly Saunier, maître d’art plumassière. Reportage réalisé et présenté par Viviane Blassel. Voir en ligne sur le site TV5 Monde,  durée 13 min. 
- Bruno Legeron, fleuriste plumassier. Reportage réalisé et présenté par Viviane Blassel. Voir en ligne sur le site TV5 Monde, durée 13 min. 

- Lucia Fiore, plumassière et créatrice de bijoux fantaisie avec des plumes, reportage de FR3 Alsace, 26 décembre 2018, Strasbourg  